# Smålands Militärhistoriska Centrum
Smålands Militärhistoriska Centrum (SMC) är ett militärhistoriskt museum beläget i före detta förråd 101 (F 101) i Delary i Älmhults kommun.

## Bakgrund
Museet drivs som en ideellt av föreningen Smålands Militärhistoriska Sällskap (SMHS), vars syfte är att bevara minnet och spegla de militära förbanden som finns och har funnits i Småland. Museet kunde ha börjat skildra historien från år 1543 när Smålands fotfolk bildades, men har valt att avgränsa sig till 1900-talet, närmare bestämt från 1901 när allmän värnplikt infördes i Sverige.
I museet visas Smålands alla arméförband så som Kronobergs regemente (I 11), Jönköpings regemente (I 12) och Norr Smålands regemente (I 12), Smålands artilleriregemente (A 6) och Göta ingenjörregemente (Ing 2). Det har funnits stor närvaro av flygbaser i hela landskapet; totalt 21 stycken, inräknat Kalmar flygflottilj (F 12). Även kustartilleriförbanden längs Kalmarkusten och på Öland visas på museet.